# 1239

## مواليد
- إدوارد الأول ملك إنجلترا.
- بيدرو الثالث ملك أراغون.

## وفيات
- ابن الأثير الكاتب.
- ابن الرومية.
- ابن المستوفي.
- المعتضد يحيى بن الحسن.
- محمد بن حسن البغدادي.
- فلاديمير ريوريكوفيتش الرابع.